# クルゼイロ航空109便墜落事故
クルゼイロ航空109便墜落事故（クルゼイロこうくう109びんついらくじこ）は、1973年6月1日に発生した航空事故である。ヴァウ・デ・カンス国際空港からマーシャル・クーニャ・マシャド国際空港へと向かっていたクルゼイロ航空109便（シュド・カラベル VI-N）が着陸復行中に墜落し、乗員乗客23人全員が死亡した。

## 事故機
事故機のシュド・カラベル VI-N（PP-PDX）は製造番号126として製造され、1962年7月18日に初飛行した機体であった。

## 事故の経緯
109便はベレンのヴァウ・デ・カンス国際空港を午前6時30分に離陸し、マーシャル・クーニャ・マシャド国際空港へと向かった。50分後に同空港へと着陸を試みた際、視界が良好であったにもかかわらず機長は計器着陸を選択した。
その後、最終進入中に高度約90mの地点でランディングギアが降ろされた状態のまま着陸復行が開始されたが、突然109便は極端な機首上げの姿勢となって失速し、滑走路の右側760mの地点に墜落、爆発した。この事故で乗員乗客23人全員が死亡した。

## 事故調査
事故調査の結果、109便が墜落する時点で第1エンジンが停止していたことが判明した。